# Johnny Borrell

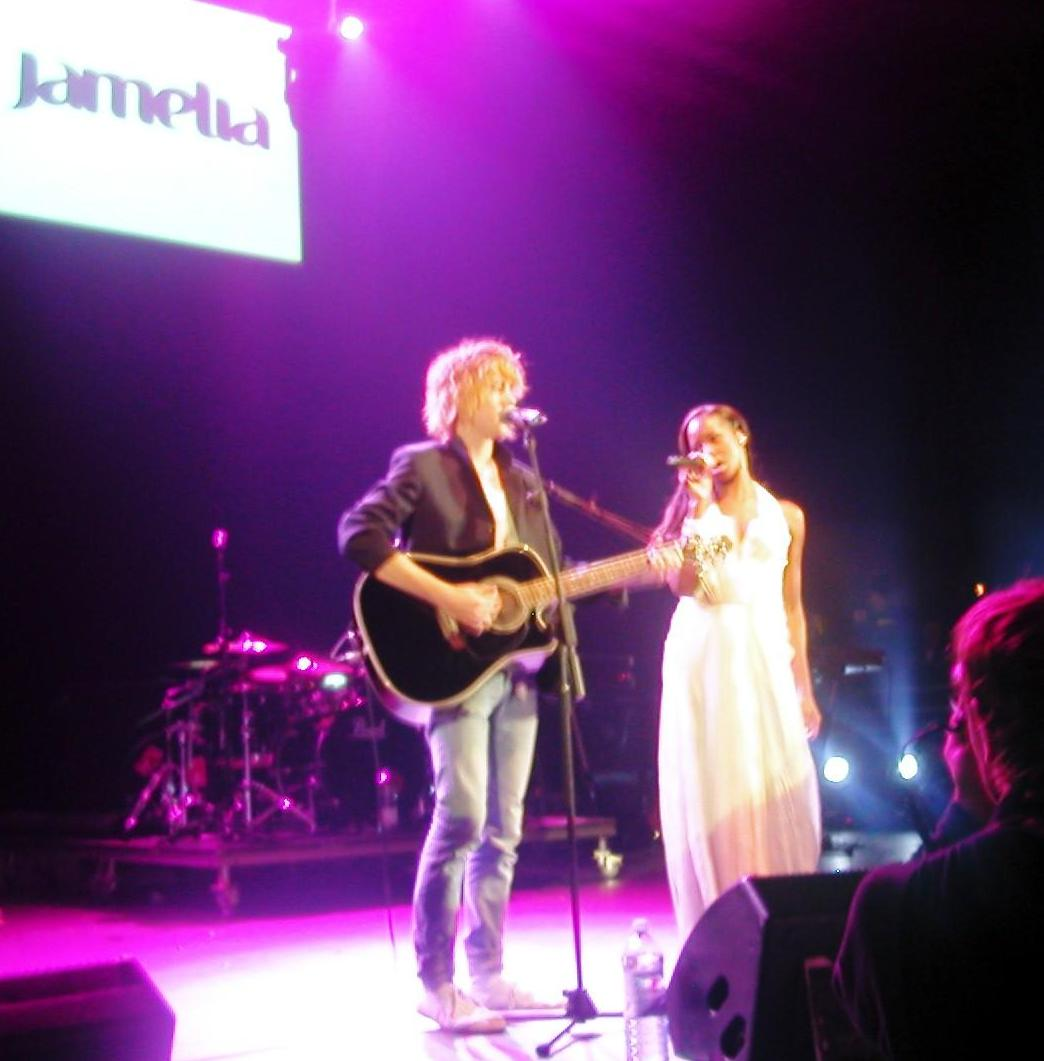
Johnny Borrell och Jamelia.

Jonathan Edward "Johnny" Borrell, född 4 april 1980 i London, England, är en brittisk sångare och frontfigur i rockbandet Razorlight, där bland annat svenskarna Björn Ågren (gitarr) och Carl Dalemo (basgitarr) från Lidköping tidigare var medlemmar. Både Björn och Carl lämnade bandet 2011 efter att ha varit medlemmar sedan 2002. 
Borrell har varit på omslaget av Vogue tillsammans med Natalia Vodianova.